# Víkarfjørður
Het Víkarfjørður is een fjord in het eiland Suðuroy behorende tot de Faeröer. Het fjord ligt aan de oostelijke zijde van het eiland. Aan het uiteinde van het fjord ligt het dorpje Víkarbyrgi met een kleine haven.